# Avenue des Albatros
Pour les articles homonymes, voir Albatros.
L'avenue des Albatros (en néerlandais : Albatroslaan) est une avenue bruxelloise de la commune de Woluwe-Saint-Pierre qui descend en pente  de l'avenue des Cormorans à l'avenue des Traquets en passant par l'avenue des Goëlands.
La numérotation des habitations va de 1 à 25 pour le côté impair et de 4 à 28 pour le côté pair.

## Situation et accès
Cette avenue fait partie du quartier dit du Chant d'Oiseau.